# Cratere Congreve
Congreve è un cratere lunare di 57,61 km situato nella parte sud-orientale della faccia nascosta della Luna, in corrispondenza dell'equatore. A est-sud-est si trova il grande cratere Korolev, a sud-est il cratere Icarus e più a nord il cratere Zhukovskiy.
Il bordo di questo cratere è eroso dai successivi impatti, in particolare ad est, dove un paio di piccoli crateri giacciono sul margine esterno. Le pendici interne sono più marcate ad ovest ed a nord, mentre si riducono ad una bassa cresta a sud-est. Il pianoro interno è marcato da numerosi piccoli crateri sparsi su tutta la superficie, con un gruppo ravvicinto nella parte nordorientale.
Il cratere è dedicato all'inventore e pioniere dello studio dei razzi William Congreve.

## Crateri correlati
Alcuni crateri minori situati in prossimità di Congreve sono convenzionalmente identificati, sulle mappe lunari, attraverso una lettera associata al nome.
| Congreve | Coordinate            | Diametro (in km) |
| -------- | --------------------- | ---------------- |
| G        | 0°53′24″S 163°52′48″W | 17,5             |
| H        | 1°18′36″S 165°44′24″W | 37,96            |
| L        | 3°43′48″S 166°49′48″W | 29,91            |
| N        | 3°39′36″S 168°34′12″W | 29,93            |
| Q        | 1°44′24″S 169°33′36″W | 55,35            |
| U        | 0°24′N 170°45′W       | 54,72            |